# مصاف (بندقية هجومية)
بندقية مصاف: هي بندقية هجومية متطورة إيرانية الصنع. تأتي بأصدارين، الأول من عيار 5.56 مم ×45 والذي تم الإعلان عنه سنة 2017م. اما الإصدار الثاني فيأتي بعيار 7.62 مم ×51، وهو الأحدث والأكثر تطوراً من سابقه، وتم الإعلان عنه سنة 2021م. هذه البندقية الهجومية الجديدة هي من تصميم وإنتاج خبراء محليين في منظمة الصناعات الدفاعية الإيرانية. يحتوي هذا السلاح على ثلاثة أوضاع وهي (ضامن وقناص ومدفع رشاش). وتم تثبيت سكة (Picatini) قياسية، والتي تسمح بتثبيت الأجهزة الطرفية مثل المنظار والنقطة الحمراء وقاذفة القنابل اليدوية والحامل ثلاثي القوائم. وهذا الطراز الجديد من بندقية مصاف لديه القدرة على إطلاق جميع القذائف من عيار (7.62 ×51)، حيث يبلغ المدى المؤثر للبندقية مع المنظار 800 متر في النهار، و 600 متر بالكاميرا الحرارية. وتم تسليم هذه البندقية الهجومية الجديدة إلى وحدات القوة البرية لجيش الجمهورية الإيرانية، وکانت البداية من نصيب اللواء 65 للقوات الخاصة المحمولة جواً. يُذكَر ان صناعة سلاح البندقية، وكذلك بنادق القنص في الجمهورية الإسلامية في إيران بلغت مراحل متطورة جداً في التصميم والإنتاج خلال السنوات الأخيرة، حيث تم تسليم طرازات متنوعة من هذه البنادق إلى مختلف صنوف القوات المسلحة الإيرانية. وفي هذا الصدد يمكن الإشارة إلى قنّاصات (صیاد وباهر وشاهر وتك تاب وآرش وبندقية فاتح، بالإضافة إلى بندقية مصاف بنماذجها المختلفة) التي تم إنتاجها خلال السنوات الماضية وهي الآن قيد الخدمة.

آرش، بندقية قنص إيرانية الصنع والتي سبقت بندقية مصاف

## الإعلان الرسمي
أعلنت جمهورية إيران عن الإصدار الأول من بندقيتها مصاف محلية الصنع من عيار (5.56مم ×45) سنة 2017م. وبعد جهود حثيثة من قِبَل الخبراء الإيرانيين تم تطوير هذا السلاح الفردي الهجومي ليتم الإعلان عن الإصدار الثاني من عيار (7.62مم ×51) في شهر مارس/ آذار سنة 2021م. وذلك من قِبَل وزير الدفاع واسناد القوات المسلحة الإيراني العميد امير حاتمي بالإضافة إلى بعض الأسلحة الرياضية الأخرى وهي، بندقية Homak الرياضية (طراز Trapp)، وبندقية Sorena 2 الرياضية (طراز سبورتنغ)، وبندقية Arta الهوائية عيار (4.5 و 5.5)، وبندقية Touka الهوائية (تبديل أوتوماتيكي) وبندقية الهواء (PCP).

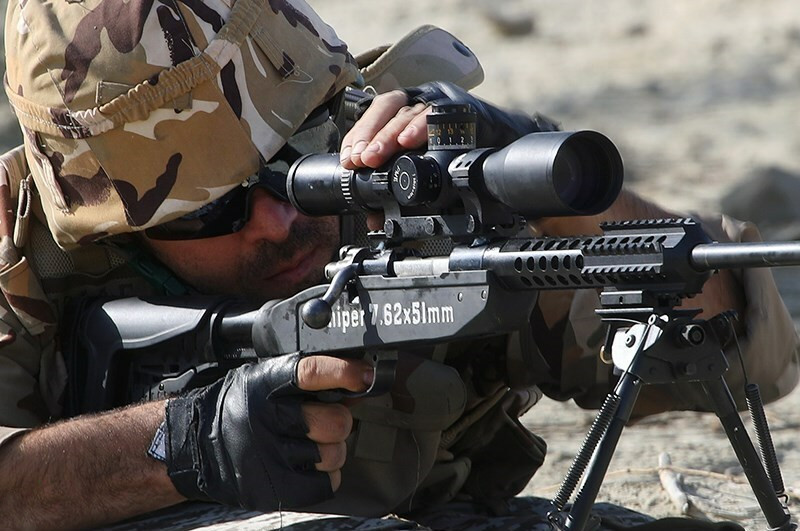
أحد الجنود ينظر من خلال الناظور الخاص ببندقية القنص طاهر التي سبقت بندقية مصاف في مناورات محمد رسول الله 4، والتي تم الكشف عنها سنة 2016م

## المواصفات
يبلغ المدى المؤثر لبندقية مصاف الهجومية من عيار (7.62مم ×51) مع المنظار 800 متر في النهار و 600 متر بكاميرا حرارية. وقد تم تنفيذ جميع مراحل التصميم والإنتاج من قبل خبراء محليين في منظمة الصناعات الدفاعية. ويحتوي هذا السلاح على ثلاثة أوضاع (ضامن وقناص ومدفع رشاش). وتم تثبيت سكة Picatini قياسية، والتي تسمح بتثبيت الأجهزة الطرفية مثل المنظار والنقطة الحمراء وقاذفة القنابل اليدوية والحامل ثلاثي القوائم. وهذا الطراز الجديد من بندقية مصاف لديه القدرة على إطلاق جميع القذائف من عيار (51×7.62).

## التصميم
ان جمهورية إيران تعمل منذ عدة سنوات على تطوير وتوسيع أسلحتها الهجومية لقواتها البرية بصورة جديدة وهادفة، وقدمت خلال السنوات الماضية مشاريع مختلفة في هذا الإطار. ان مشروع أسلحة «خبير وسما» هو من أمثلة هذه المشاريع الأولية فيما تُعتَبر مشاريع أسلحة فاتح وفجر 224 من جملة المشاريع الجديدة في هذا المجال. على سبل المثال، تمكنت مؤسسة الأبحاث وجهاد الإكتفاء الذاتي للقوة البرية لحرس الثورة الإسلامية، أخيراً من تحقيق مشروع «فاتح» المتطور بصورة كاملة، وذلك من خلال تصميم وإنتاج السلاح المذكور.
▪التصميم الكلي لبندقية مصاف:
ان التصميم الكلي لهذا السلاح قائم على أساس عائلتي M16، و M4 أو HK 416. وتَزن هذه البندقية بدون مخزن نحو 3 كليوغرامات، فيما تبلغ وزن بندقية فجر-224 بدون مخزن 3 كيلوغرامات و200 غرام، ويصل هذا العدد بالنسبة لبندقية كلاشنكوف إلى 3 كليوغرامات و470 غرام. وتبلغ بالنسبة إلى بندقية G3 الألمانية الصنع أكثر من 4 كيلوغرامات.
كما يمكن ان يلاحظ ان وزن هذا السلاح قد انخفض بمقدار 200 غرام، والتي تُعتبَر هذه الميزة خطوة كبيرة ومهمة جداً في مجال تعزيز وزياردة كفاءة عمل هذا السلاح. ان تقليل وزن الأسلحة بشكل عام، يعني المزيد من الراحة للمشاة للإستفادة من هذا السلاح، ومن ناحية أخرى يوفر للجندي حمل المزيد من الذخيرة في ساحة المعركة. ان هذا السلاح يمكنه الإستفادة من طلقات ذات عيار 45*5.56 ملم ومزود بمخزن يحتوي على 20 أو 30 إطلاقة. اما آليه بندقية مصاف، تقوم على أساس الإستفادة من قوة الغاز غير المباشر جراء إحتراق البارود في إرجاع النابض، والتي لها تأثيرات مهمة وملفتة للنظر على عمل هذا السلاح.
▪تصميم السبطانة:
تم تصميم سبطانة هذه البندقية على أساس نظام (hammer forged) أو ما يسصطلح عليه بالمطرقة الفعالة، وتتمتع السبطانة بمقاومة عالية جداً، والمتانة وإطالة عمرها مقارنةً بغيرها من السبطانات العادية. سبطانة بندقية مصاف نصب على هذا السلاح آلية الترباس (ambidextrous) التي تتيح للجندي فرصة إمكانية الإستفادة بسهولة من هذا السلاح، للشخص الأعسر أو الأيمن على حدٍ سواء. ويتيح تصميم بندقية مصاف إمكانية نصب مجموعة من أنواع النظم البصرية والأجهزة الأخرى مثل أجهزة دلالة الهدف باستخدام نظام الاستهداف الليزري وأجهزة الإضاءة ما يسمح باستخدام البندقية ليلاً بصورة فعالة. كما ان تركيب جهاز تلسكوبي في أعلى السلاح، له قابلية تغيير المسافة لتحديد مسافة الهدف وكذلك نصب قاعدة في مقدمة البندقية لحملها وتثبيتها، تُعتبَر من النقاط الإيجابية الأخرى في تصميم هذا السلاح. يمكن ان يقال بشكل عام ان هذا السلاح مناسب جداً للقوات العسكرية الإيرانية لاسيما لوحدة العمليات الخاصة والذي من شأنه ان يعزز قدرات هذه الوحدات في أداء مهامها بأكمل وجه، ليكون السلاح الهجومي القادم للقوات البرية في الجمهورية الإسلامية في إيران.

## نماذج البندقية
تُعتبَر بندقية مصاف المتطورة من البنادق التي تبرد بالهواء. وتأتي بعدة إصدارات مختلفة، ولكلٍ منه مواصفاته وخصائصه التي تميزه عن سابقه.
النموذج الأول: هو أول نموذج من سلاح مصاف الفردي تعلن عنه جمهورية إيران سنة 2017م وهو بعيار 5.56 ×45. وذلك من قِبَل وزارة الدفاع الإيرانية. إلى جانب خمسة منجزات تسليحية جديدة هي: صاروخ فجر 5 الموجه، وصواريخ منظومة ميثاق 3 المحمولة على الكتف، ونظام إطلاق القنابل اليدوية بعيار 40 ملم، وعتاد متطور، بالإضافة إلى مسدس جديد محلي الصنع وخطوط إنتاج هذه الأسلحة.
النموذج الثاني: هو النموذج أو النسخة الثانية الأكثر تطوراً وفعالية من النسخة الأولى. وقد تم الكشف عنها سنة 2021م. ويأتي هذا الإصدار بعيار 7.62 ×51. ان هذه البندقية الهجومية الجديدة هي من تصميم وإنتاج خبراء محليين في منظمة الصناعات الدفاعية الإيرانية.

## معرض الصور

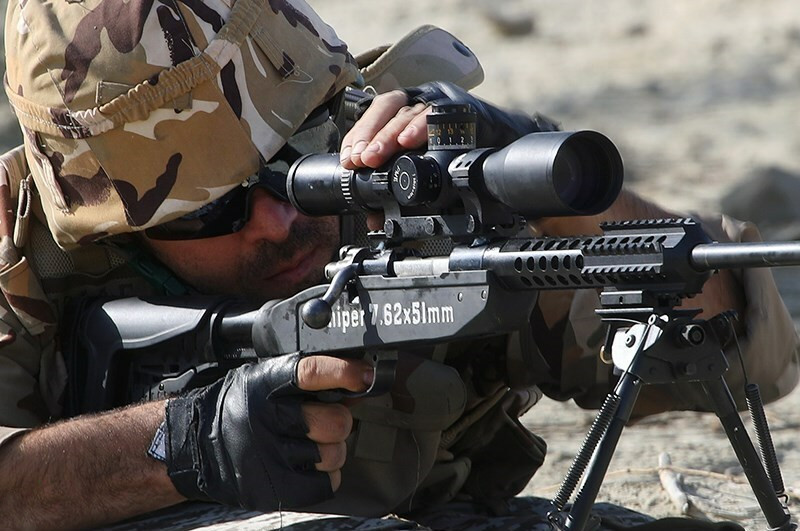
أحد الجنود ينظر من خلال الناظور الخاص ببندقية القنص طاهر التي سبقت بندقية مصاف في مناورات محمد رسول الله 4، والتي تم الكشف عنها سنة 2016م

آرش، بندقية قنص إيرانية الصنع والتي سبقت بندقية مصاف